# Martínez-Frías-Syndrom
Das Martínez-Frías-Syndrom ist eine sehr seltene angeborene Fehlbildung mit einer Unterentwicklung der Bauchspeicheldrüse kombiniert mit Gallengangatresie und Malrotation.
Orphanet behandelt das Syndrom nicht (mehr) als eigenständig, sondern unter dem Mitchell-Riley-Syndrom. Allerdings konnten in einem als Martínez-Frías-Syndrom publizierten Fall keine Mutationen am RFX6-Gen, wie beim Mitchell-Riley-Syndrom zu erwarten, beschrieben werden. Insofern ist es nicht eindeutig, ob es sich um zwei separate Krankheitsbilder handelt.
Synonyme sind: Duodenale und extrahepatische Gallengangatresie – hypoplastisches Pankreas – intestinale Malrotation
Die Erstbeschreibung stammt aus dem Jahre 1992 durch die spanische Ärztin María‐Luisa Martínez‐Frías und Mitarbeiter.